# Eucyrtopogon diversipilosis
Eucyrtopogon diversipilosis là một loài ruồi trong họ Asilidae. Eucyrtopogon diversipilosis được Curran miêu tả năm 1923. Loài này phân bố ở vùng Tân Bắc giới.